# Venetia (novela)
Venetia es una novela romántica de la época de Regencia de Georgette Heyer ambientada en Inglaterra en 1818.

## Sinopsis
La inteligente y bella Venetia Lanyon, debido a la indiferencia de un padre extravagante y solitario, ha crecido en la campiña de Yorkshire con la única compañía de su hermano menor Aubrey, demasiado aficionado a los libros. Venetia, a sus veinticinco años, está casi resignada a la soltería, gracias a la enorme carga de responsabilidad que conlleva el cuidado de la mansión familiar, su lisiado hermano y los dos persistentes y aburridos pretendientes que no consiguen conquistar su corazón.

Sin embargo, su tranquilidad es un día perturbada por el libertino lord Damerel, que se instala en la casa solariega junto al hogar de los Lanyon. Tras un encuentro tenso, en el que Venetia confirma los rumores que sobre Lord Damerel le habían llegado, Aubrey sufre un accidente de caballo en los terrenos del “Barón Malvado” y éste no sólo lo lleva a su casa para recuperarse, sino que lo trata con gran amabilidad y entabla una amistad con el joven. Venetia cambia de opinión con respecto a él y pronto encuentran en el otro, su alma gemela. 
Venetia y Lord Damerel se enamoran a pesar de la oposición de familiares y amigos, que creen que la reputación es más importante que la personalidad. Damerel empieza entonces a convencerse de que Venetia es demasiado buena para él, y de que su matrimonio causaría la ruina social de ella (que es mucho menor y no tiene su experiencia). A Venetia, quien nunca ha tenido éxito social, esto no le preocupa en absoluto, pero Damerel insiste en que no puede infligirle tal castigo y se separa de ella.

Cuando la reciente esposa y la suegra del hermano mayor de Venetia aparecen sin previo aviso en Undershaw, la situación doméstica de Venetia se hace intolerable y es invitada a pasar una temporada en Londres con sus tíos, para escapar de la incómoda situación y de paso encontrarle un marido. Durante este tiempo, ella descubre casualmente que su propia madre, que le habían hecho creer estaba muerta, simplemente había abandonado a su padre por otro hombre cuando los niños eran pequeños. Venetia se da cuenta de que ésta es la causa de la sobreprotección de sus parientes, que están preocupados por que ella siga los pasos de su madre en cuanto a su consideración en sociedad.
Venetia, sin embargo, todavía ama a Damerel y decide buscar su propio final feliz, contando con la ayuda de su madre para que persuada tanto a su tío como a Damerel de que el matrimonio debe tener lugar.

## Personajes
- Miss Venetia Lanyon - La heroína, vive en Undershaw, Yorkshire, 25 años.
- Mr Aubrey Lanyon - Hermano menor de Venetia, tiene un problema de cadera que le provoca cojera, 16 años.
- Sir Conway Lanyon - Amo ausente de Undershaw, educado en Eton, 22 años, actualmente en el ejército.
- Sir Francis Lanyon - Padre de Venetia, solitario antiguo señor de Undershaw, murió de un infarto poco después de Waterloo.
- Jasper, Lord Damerel - Señor del Priorato de Elliston, conocido como el "Barón Malvado" debido a su comportamiento libertino, 38 años.
- Reverendo Julius Appersett - El vicario y tutor de Aubrey.
- Mr Oswald Denny - 19 años, pretendiente de Venetia, romántico e infantil.
- Sir John y Lady Denny - Padres de Oswald, dueños de Ebbersley.
- Miss Clara Denny - Hermana de Oswald y amor infantil de Conway.
- Miss Emily Denny - Hermana menor de Oswald.
- Mr Edward Yardley - Señor de Netherfold, pretendiente de Venetia, conservador y aburrido, hijo único que vive con su madre.
- Nana, Mrs Priddy - La niñera de los Lanyon, antigua sirviente, enemiga del ama de llaves.
- Mrs Gurnard - Ama de llaves, rival de la niñera.
- Ribble - Mayordomo en Undershaw.
- Powick - Sirviente en Undershaw.
- Fingle - Mozo de cuadra de Aubrey.
- Marston - Ayuda de cámara de Damerel.
- Mr y Mrs Imber - Sirvientes en el Priorato.
- Nidd - Mozo de cuadra de Damerel.
- Croyde - Administrador de Damerel.
- Dr Bentworth - Médico de Aubrey en York.
- Charlotte, Lady Lanyon - Esposa de Sir Conway.
- Mrs Scorrier - Madre de Charlotte.
- Miss Trostle - Doncella de Charlotte.
- Mr Mytchett - Abogado de la familia Lanyon y uno de los consejeros de Venetia.
- Maria, Mrs Philip Hendred - Tía de Venetia, esposa de Mr Philip Hendred, tiene cinco hijas y tres hijos, en Oxford, Eton, y en la guardería.
- Mr Philip Hendred - Tío de Venetia y principal consejero. Vive en Cavendish Square, Londres.
- Aurelia, Lady Steeple - Esposa "fallecida" de Sir Francis Lanyon, madre de Venetia, hija del General Chiltoe.
- Sir Lambert Steeple - Libertino padrastro de Venetia.

- Datos: Q1368180